# موزه باستان‌شناسی باتومی
موزه باستان شناسی باتومی (گرجی: ბათუმის არქეოლოგიური მუზეუმი) یک موزه باستان‌شناسی در شهر باتومی در ناحیه آجارستان کشور گرجستان است. این موزه یکی از قدیمی‌ترین موزه‌های گرجستان است.